# Bucculatrix ulmella
Bucculatrix ulmella — вид лускокрилих комах родини кривовусих крихіток-молей (Bucculatricidae).

## Поширення
Вид поширений по всій Європі, крім Піренейського півострова, Болгарії та Словенії.

## Опис
Розмах крил 7-8 мм.
Гусениці зеленувато-сірі, з білими строкатинами і зі світло-коричневою головою.

## Спосіб життя
Метелики літають у червні-серпні. Личинки живляться листям дуба і каштана. Гусениці раннього віку мінують листя. Утворюють чорні, короткі міни з просторою личинковою камерою. Личинки старшого віку поїдають листя ззовні.

## Галерея

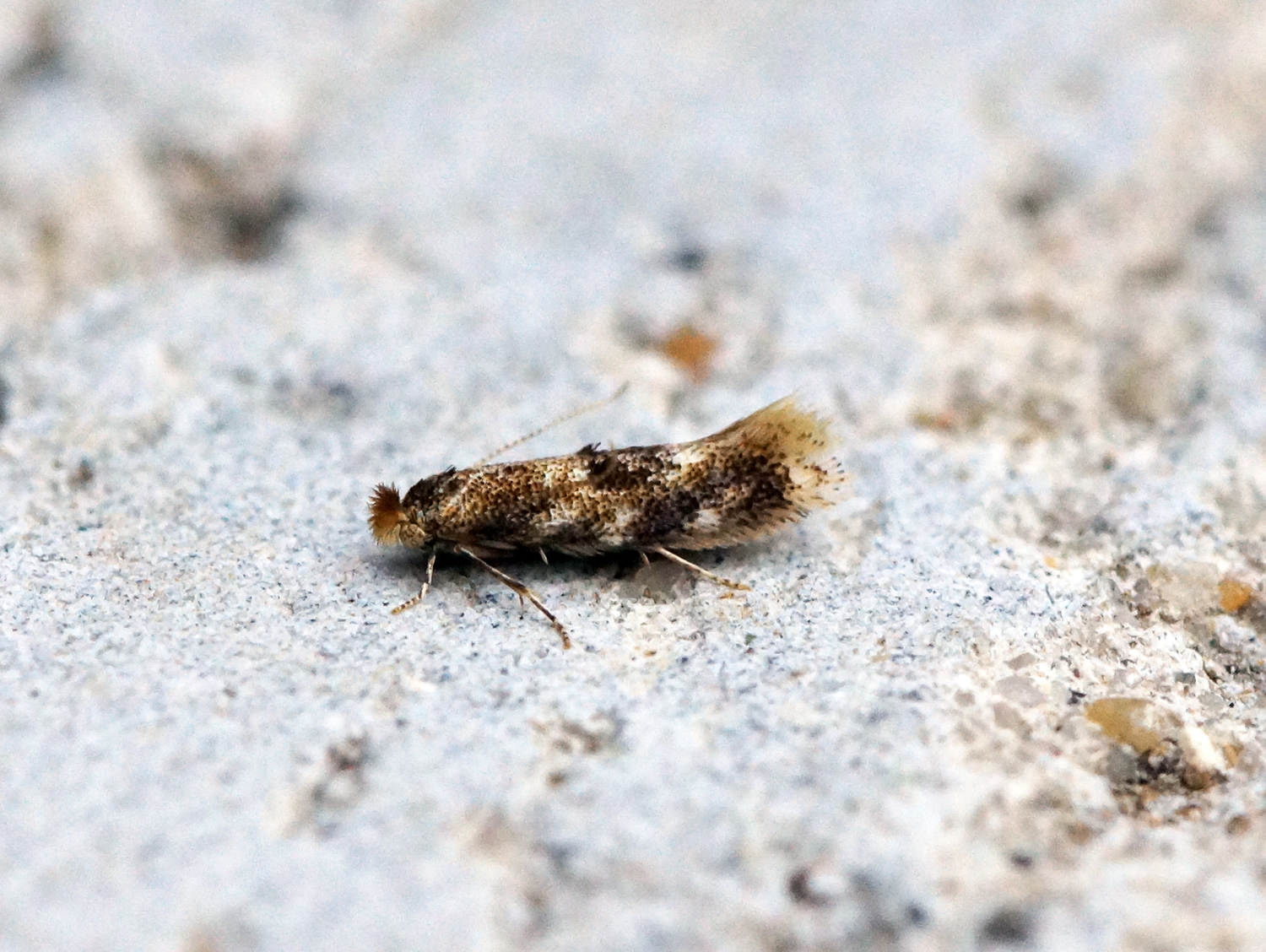
Імаго
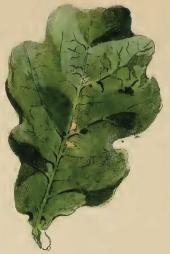
Листя дуба з міною
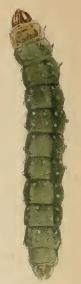
Гусениця